# Leon Gajewicz

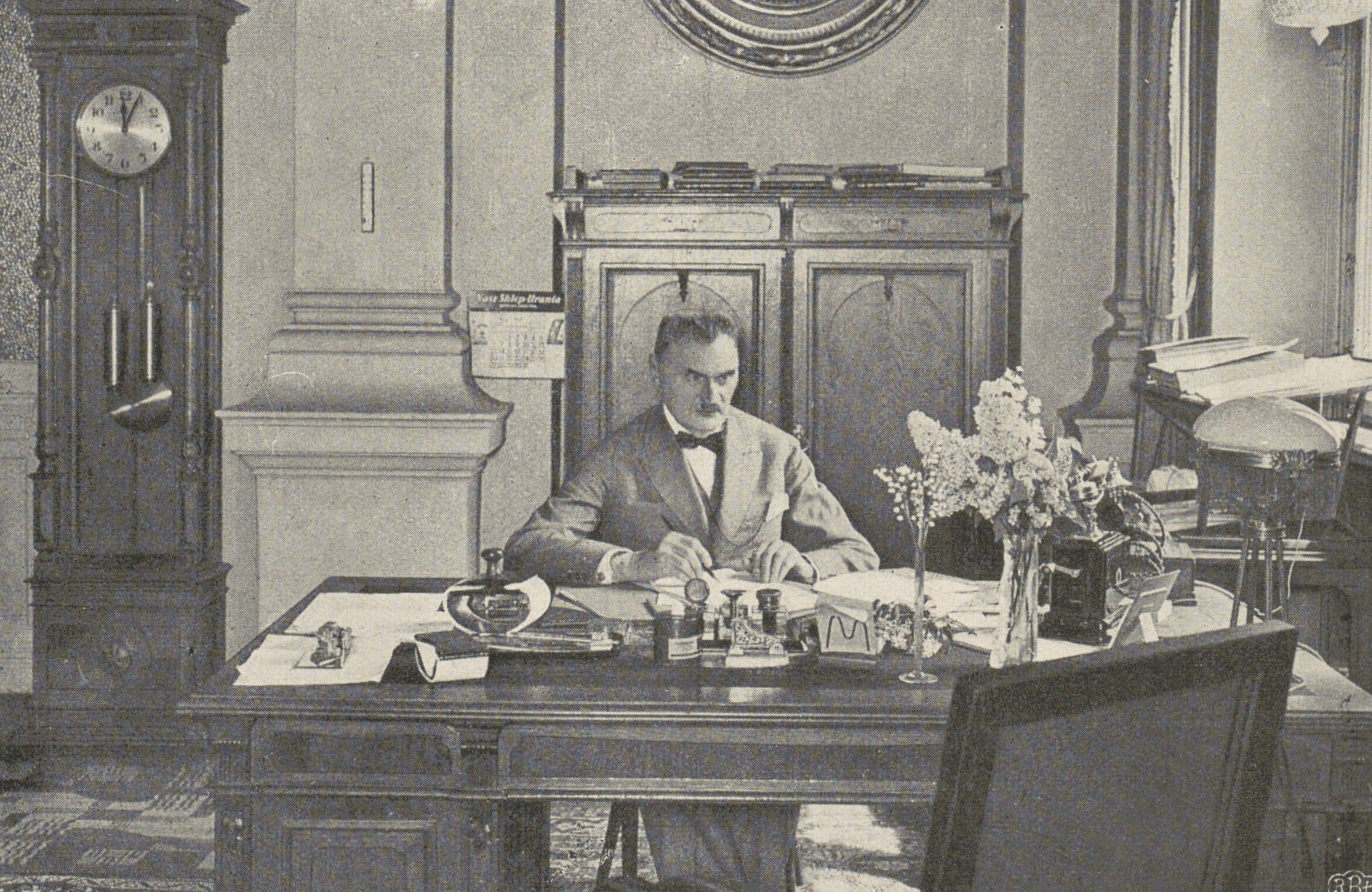
Leon Gajewicz w gabinecie dyrektora Towarzystwa Kredytowego m. Łodzi

Leon Gajewicz (ur. 9 marca 1855 w Kielcach, zm. 22 października 1933 w Łodzi) – polski prawnik, urzędnik, dziennikarz, publicysta.

## Życiorys
Syn Franciszka i Franciszki. Po ukończeniu gimnazjum w Kielcach w 1874 r. rozpoczął studia na Wydziale Prawa Cesarskiego Uniwersytetu Warszawskiego. Po skończeniu studiów pracował jako sekretarz Sądu Okręgowego w Warszawie.
W 1882 r. został adwokatem przysięgłym i w tym samym roku przybył do Łodzi, gdzie w 1883 r. otworzył kancelarię adwokacką.
Był sekretarzem, a następnie dyrektorem biura Towarzystwa Kredytowego Miejskiego w Łodzi.
Był także dziennikarzem, drukował swoje prace w „Gazecie Sądowej Warszawskiej”. Współpracował również z „Dziennikiem Łódzkim”, „Gońcem Łódzkim” i „Kurierem Łódzkim Ilustrowanym” (1911). Czasami drukował też w czasopismach „Kurier Łódzki” (1906–1911), „Tygodnik Łódzki”, „Dzień”, „Giewont” oraz w prasie warszawskiej. Wykazywał szczególne zainteresowanie sprawami teatru. Był współredaktorem Jednodniówki na dochód wielkiej kwesty ogólnokrajowej „Ratujcie dzieci” wydanej w Łodzi 11 czerwca 1916 r.
3 czerwca 1886 r. poślubił Anielę Rosicką, córkę Andrzeja Rosickiego – byłego prezydenta Łodzi i długoletniego dyrektora Towarzystwa Kredytowego Miejskiego w Łodzi. Ich córką była Zofia Wanda – żona Jan Stypułkowskiego, wydawcy i właściciela łódzkich dzienników w okresie międzywojennym „Kuriera Łódzkiego” i „Echa”.
Zmarł 22 października 1933 r., trzy dni później został pochowany na Starym Cmentarzu w Łodzi przy ul. Ogrodowej 39 w części katolickiej.

## Ordery i odznaczenia
- Złoty Krzyż Zasługi (9 listopada 1932)[5]